# President Harding
Das kombinierte Passagier- und Frachtschiff President Harding lief 1920 für die United States Lines mit dem Namen  Lone Star State vom Stapel. Gebaut wurde es in der Werft New York Shipbuilding am Ostufer des Delaware River bei Camden.

## Geschichte
Am 25. März 1922 verließ das Schiff den Heimathafen New York zu seiner Jungfernfahrt nach Plymouth. Mit Zwischenstopps in Cherbourg, Bremen und Southampton kehrte sie nach New York zurück. Nach dieser ersten Reise wurde das Schiff umbenannt in President Taft. Am 29. April 1922 lief das Schiff unter neuem Namen zu zwei weiteren Reisen in Richtung Europa aus. Nach den beiden Reisen wurde das Schiff erneut umbenannt, diesmal in President Harding. Ein möglicher Grund für die Umbenennung war das Vorhandensein eines Schiffes der Pacific Mail Steamship Company mit dem Namen President Taft. Die President Harding und ihr Schwesterschiff President Roosevelt wurden ursprünglich in ihrer Konstruktion einer früheren Passagierschiffsklasse nachempfunden. Durch die positive Entwicklung auf der Nordatlantikroute im kombinierten Passagier- und Frachtverkehr Mitte der 1920er Jahre wurden die Schiffe mehrfach umgebaut und den entsprechenden Anforderungen der Nordatlantikfahrt angepasst und dienten bis zum Eintritt der Vereinigten Staaten in den Zweiten Weltkrieg auf der Nordatlantikstrecke. Es waren die größten Handelsschiffe, die in den USA kurz nach dem Ersten Weltkrieg gebaut wurden. Die President Harding wurde 1940 an die belgische Tochterfirma "Societé Maritime Antwerpen" übergeben und in Ville de Bruges umbenannt.

## Das Schiff
Das Schiff wurde gebaut als kombiniertes Passagier- und Frachtschiff mit einer Länge von 132,7 Metern und einer Breite von 22 Metern. Der größte Tiefgang betrug 9 Meter. Es hatte einen Schornstein. Angetrieben wurde es von zwei Dampfturbinen über zwei Propeller. Die Maschinenanlage verlieh dem Schiff eine Geschwindigkeit von 19 Knoten. Das Schiff führte an je drei Doppelmasten vor und zwei hinter den Aufbauten bordeigenes Ladegeschirr.

## Das Ende
Der neue Eigentümer, die Societé Maritime Antwerpen, beabsichtigte das Schiff auf der Hauptroute von New York nach Le Havre einzusetzen. Mit neuem Namen verließ das Schiff am 15. März 1940 zur erneuten Atlantiküberquerung die USA. Am 14. Mai 1940
wurde es auf der Schelde von deutschen Kampfflugzeugen angegriffen und bombardiert. Das Schiff geriet in Brand und strandete. Das Wrack wurde 1952 abgebrochen.